# Vegetables
«Vegetables» es una canción escrita por Brian Wilson y Van Dyke Parks para la banda de rock estadounidense The Beach Boys, es la segunda canción en su álbum Smiley Smile de 1967. Se cree que Paul McCartney de The Beatles aparece en una versión anterior de la canción, deletreada "Vega-Tables", masticando apio a modo de percusión. Mientras que McCartney y otras personas corroboraron la historia, su presencia no pudo ser verificada en la cinta de sesión extendida.
La canción, una vez proyectada como un posible sencillo principal para el álbum abortado SMiLE, fue inspirada en parte por la obsesión de Wilson con la buena condición física a fines de la década de 1960, y pretendía que SMiLE fuera un "álbum de comida saludable". Esto culminó con la apertura de una tienda de alimentos saludables en 1969 llamada Radiant Radish ubicada en West Hollywood, California, pero el proyecto no duro mucho.
La canción fue regrabada con el título de "Vegetables" para Smiley Smile, aunque se dejó la coda, en cual fue grabado en abril de 1967 poco antes de grabarse la versión final para el álbum, la canción paso a tener un ritmo más sencillo y también de contener canto doo-wop por parte del grupo, teniendo una orquestación muy diferente a su primera grabación que iba a hacer concebida para SMiLE. Una sección de puente descartada de "Vega-Tables" fue reciclada más tarde como la a cappella "Mama Says", que aparece como última pista en el álbum Wild Honey de 1967, con voces muy sincopadas por el grupo.